# Pholcus nagasakiensis
Pholcus nagasakiensis är en spindelart som beskrevs av Embrik Strand 1918. Pholcus nagasakiensis ingår i släktet Pholcus och familjen dallerspindlar. Inga underarter finns listade i Catalogue of Life.